# Valparaíso (Antioquia)
Valparaíso es un municipio de Colombia, localizado en la subregión Suroeste del departamento de Antioquia. Limita por el norte con los municipios de Fredonia y La Pintada, por el este con el departamento de Caldas, por el sur con el municipio de Caramanta y por el oeste con el municipio de Támesis.

## Historia
Valparaíso era tierra indígena. En sus comienzos estuvo habitada por tribus de nombre Caramanto, derivadas de la gran familia de los catíos, las cuales huyeron de estas comarcas del suroeste de Antioquia bajo el fuego de los conquistadores. Más precisamente su primeros pobladores fueron tribus Cartama, descendientes de los citados Caramanto. Estas tribus, todas al parecer, guerreros y no guerreros, abandonaron el territorio a la llegada de los españoles.
Un poco antes de 1864, el pequeño caserío situado en esta comarca había recibido el nombre de El Hatillo. Poco más adelante, José María Ochoa rebautizó el poblado con el nombre actual, Valparaíso, en memoria de la ciudad chilena de igual nombre. Aquel año, la Asamblea de Antioquia crea el municipio con la misma denominación.
La primera capilla de Valparaíso la construyó un sacerdote de Caramanta, quien iba al caserío a celebrar misa cada quince días. En 1919 un incendio acabó con esa vieja iglesia de madera que fue reemplazada por otra, que para colmo quedó destruida nuevamente en un terremoto en 1961.
Valparaíso vive de la agricultura. En la actualidad, se están cambiando los cultivos de café por mora, cardamomo, espárragos y heliconias o platanillos. La ganadería también es una forma de subsistencia, y hay quienes saben cómo sacarle el mejor provecho a cada vaca con productos como la Gelatina de Pata, que es uno de los productos tradicionales de la región.
Si alguien quisiera estudiar el municipio de Caramanta, vería como, en 1825, Gabriel Echeverri, Alejo Santamaría y Juan Uribe Mondragón adquirieron tierras baldías de las regiones conocidas hoy con ese nombre, Caramanta, comprometiéndose a fundar poblaciones en la región. Así, en 1834 Juan Uribe Mondragón y sus herederos se quedaron con el territorio que hoy corresponde a Valparaíso.

## Generalidades
- Fundación: El 23 de agosto de 1860
- Erección en municipio, ley 20 de agosto de 1864
- Fundadores: Pedro A. Restrepo, Tomás Uribe Toro y Waldo Ochoa
- Apelativo: Emporio Ganadero.

Se comunica por carretera con los municipios de Fredonia, Santa Bárbara, Caramanta y Támesis.
Nombres antiguos del municipio: El Hatillo y El Paraíso.
Comunidades indígenas: Comunidad Emberá Chamí, que habita la vereda La Graciela a 4 km de la cabecera municipal.

## División Político-Administrativa
Aparte de su Cabecera municipal. Valparaíso está compuesto con las siguientes veredas:
La Placita, Comuna La Virgen, La Paz, Playa Rica, La Miel, El Libano, San José, El Pescadero, La Bocana, Parcelacion Montenegro, La Graciela, Mallarino, Santa Ana, El Bosque, El Guayabo, La Aurora, La Meseta, Machonta, Las Sardinas, La Barca, La Fabiana, Itima.

## Demografía
Población Total: 6 498 hab. (2018)
- Población Urbana: 3 639
- Población Rural: 2 859

Alfabetismo: 85.9% (2005)
- Zona urbana: 91.1%
- Zona rural: 79.7%

### Etnografía
Según las cifras presentadas por el DANE del censo 2005, la composición etnográfica del municipio es: 
- Mestizos & blancos (95,7%)
- Indígenas (3,7%)
- Afrocolombianos (0,6%)

## Economía
- Ganadería en todas sus formas. Valparaíso tiene como apelativo “Emporio Ganadero”. Porcicultura
- Agricultura: Caña, Fríjol, Café, Cacao, Plátano, Maíz, Cítricos
- Industrias: Panela, Dulcería, Cerámica, Manualidades.

## Fiestas
- Fiesta del Buey, celebración emblema del municipio (octubre)
- Semana de la Juventud, Medio Ambiente y Paz
- Día del Niño
- Fiestas Patronales de Santa Ana
- Semana Ecológica
- festival regional de teatro (octubre)

## Gastronomía
- Gelatina de Pata, típica de la región
- Una bebida muy tradicional en Valparaíso es el Pichirrichi, que se prepara con leche, esencias y otros ingredientes tenidos como secretos. Dicha bebida fue creada en este mismo municipio, por el señor Ramón Arias, el cual estableció una de las primeras panadarias en el municipio en la década de los 50s
- Platos típicos antioqueños como la famosa bandeja paisa
- Asados.

## Sitios de interés
- Iglesia parroquial de Santa Ana
- Capilla del Hospital
- Capilla de las Hermanas Dominicas
- La Piedra de la Virgen María
- Petroglifos y Molienda El Motor, en la vereda la Sardina a 5 km de la cabecera municipal
- Casa Museo Histórico Rafael Uribe Uribe, a 1 kilómetro de la cabecera municipal, en El Palmar.
- Parque principal con su amplia oferta gastronómica, con sitios como:
  - Restaurante Santa Ana
  - Mulero Craft Coffe
  - Restaurante La Aldea
  - Restaurante Perumania
  - Valpastel
  - La Quinta
  - Tejiendo Café
  - Bar a fuego lento